# Panajotis Spiropulos
Panajotis Spiropulos (gr. Παναγιώτης Σπυρόπουλος; ur. 21 sierpnia 1992 roku w Spacie, Grecja) – grecki piłkarz, grający na pozycji prawego obrońcy.

## Kariera piłkarska

### Kariera klubowa
Jest wychowankiem klubu Aittitos Spaton. W lipcu 2010 roku przeszedł za 35 tysięcy € do Panioniosu GSS i rozpoczął treningi w drużynie juniorów tego klubu. 1 lipca 2011 roku podpisał kontrakt z seniorskim zespołem tej drużyny, która występowała wówczas w Superleague Ellada. W sezonie 2011/2012 jego drużyna uplasowała się na 12. pozycji. On sam w trakcie trwania rozgrywek był wypożyczony od 5 września do 31 grudnia 2011 roku do Niki Wolos. Sezon 2012/2013 rozpoczął w barwach Panioniosu. Tym razem jego ekipa uplasowała się na 8. miejscu. Jednak on sam nie dokończył rozgrywek w barwach tego klubu. 30 stycznia 2013 roku przeszedł za 40 tysięcy € do Panathinaikosu.
Z nowym zespołem w sezonie 2012/2013 uplasował się z drużyną na 6. pozycji. Jednak jego klub nie otrzymał licencji na grę w europejskich pucharach. W następnym sezonie zajął z zespołem 4. miejsce, które dawało szansę gry w barażach o miejsce w eliminacjach do Ligi Mistrzów. W barażach jego drużyna zajęła 1. pozycji, dzięki czemu mogła zagrać w tych eliminacjach. Mecze III rundy kwalifikacyjnej do Ligi Mistrzów odbyły się 30 lipca i 5 sierpnia 2014 roku. Jednak Panajotis Spiropulos nie wystąpił w żadnym z meczów ze Standardem Liège. Jego drużyna przegrała w dwumeczu 1–2 (0–0 na wyjeździe i 1–2 u siebie).
W 2015 przeszedł do AEL Kallonis.

### Kariera reprezentacyjna
Panajotis Spiropulos wystąpił dotychczas w młodzieżowej reprezentacji Grecji U21 w dwóch spotkaniach. Zadebiutował 12 października 2012 roku w wygranym 3–1 towarzyskim meczu przeciwko Belgii. Rozegrał w nim pełne 90 minut. W drugim meczu zagrał towarzyskie spotkanie z Austrią. Odbyło się ono 14 listopada 2012 roku. Mecz zakończył się remisem 1–1, a sam zawodnik wystąpił tylko w pierwszej połowie spotkania.